# Delitti contro l'inviolabilità dei segreti
I delitti contro l'inviolabilità dei segreti, nell'ordinamento giuridico italiano, sono previsti e puniti dal codice penale alla sezione V del capo III (delitti contro la libertà individuale) del titolo XII (delitti contro la persona).

## Le fattispecie
Le fattispecie contemplate dal codice possono classificarsi come segue.
- Fattispecie a tutela di libertà e segretezza della corrispondenza:
  - Violazione, sottrazione e soppressione di corrispondenza (art. 616);
  - Rivelazione del contenuto di corrispondenza (art. 618);
  - Violazione, sottrazione e soppressione di corrispondenza commesse da persona addetta al servizio delle poste, dei telegrafi o dei telefoni (art. 619);
  - Rivelazione del contenuto di corrispondenza commessa da persona addetta al servizio delle poste, dei telegrafi o dei telefoni (art. 620);

- Fattispecie in tema di comunicazioni o conversazioni telegrafiche o telefoniche:
  - Cognizione, interruzione o impedimento illeciti di comunicazioni o conversazioni telegrafiche o telefoniche (art. 617);
  - Installazione di apparecchiature atte ad intercettare od impedire comunicazioni o conversazioni telegrafiche o telefoniche (art. 617 bis);
  - Falsificazione, alterazione o soppressione del contenuto di comunicazioni o conversazioni telegrafiche o telefoniche (art. 617 ter);

- Fattispecie in tema di comunicazioni informatiche o telematiche:
  - Intercettazione, impedimento o interruzione illecita di comunicazioni informatiche o telematiche (art. 617 quater);
  - Installazione di apparecchiature atte ad intercettare, impedire od interrompere comunicazioni informatiche o telematiche (art. 617 quinquies);
  - Falsificazione, alterazione o soppressione del contenuto di comunicazioni informatiche o telematiche (art. 617 sexies);

- Fattispecie in tema di rivelazione di dati coperti da segretezza:
  - Rivelazione del contenuto di documenti segreti (art. 621);
  - Rivelazione di segreto professionale (art. 622);
  - Rivelazione di segreti scientifici o industriali (art. 623).